# Vanguard–3
A Vanguard–3 az Egyesült Államok egyik korai földmegfigyelő műholdja volt. Startjára Cape Canaveralről – a későbbi űrrepülőtér területén működő katonai gyakorló rakéta lőtérről – került sor és a Vanguard-program utolsóként felbocsátott tagja volt, a programban a legszélesebb körű műszerezettséggel.

## A műhold
A Vanguard–3 volt a legnagyobb a családból. Az 50,8 cm átmérőjű, 22,7 kg tömegű gömb elődjéhez hasonlóan magnézium szerkezettel készült, belül hővédő szigeteléssel. Három új műszert vitt magával: egy magnetométert, egy mikrometeorit detektort és egy röntgensugárzás érzékelőt.

## A küldetés
A számítások szerint a műhold várható keringési ideje legalább 300 év. A hasznos élettartama nem volt ilyen hosszú, az adatok sugárzása – az áramforrás kimerülését követően – 84 nap után szűnt meg. A belső műszerek segítségével a Föld mágneses mezején végeztek méréseket, különös tekintettel a Van Allen övre, valamint a Nap röntgensugárzását és annak a légkörrel való kölcsönhatását mérték.

## A küldetés eredményei

### Röntgen mérések
A röntgensugárzás mérések a Nap által kibocsátott sugárzás mérésére és annak a légkörre gyakorolt hatásának kimutatására irányultak. A műszer két egyforma ionizációs rekeszből épült fel, amelyek a napflerek (napkorona-kitörések) által keltett hullámhosszokon (2 – 8 Å) volt érzékeny. A két rekesz a szonda gömbjén 120° eltéréssel került rögzítésre és a mérés akkor volt a leghatékonyabb, amikor az egyik éppen a Nap felé nézett. A maximális sugárzásértékeket mindig a nappali félteke fölött mérték a műszerek.

### Mikrometeorit becsapódás mérések
A kozmikus részecskék hatását többféle módon érzékelte a műhold. A nagyobb testeket (a klasszikus mikrometeoritokat) zárt, nyomás alatt levő rekeszek, illetve a bennük végbemenő nyomásváltozások alapján mutatták ki. A rekeszek a szonda falának belső oldalán helyezkedtek el és azt mérték, amikor egy, a 0,66 mm vastag külső magnézium falat áttörni képes meteorit becsapódásának következtében megváltozik a nyomás a rekesz belsejében. A nyomásváltozást a telemetriai csatornán keresztül sugározták le rádión.
A mikrometeorit becsapódásokat ezen kívül még négy bárium-titanát mikrofonnal is rögzítették. A mikrofonok a becsapódások számát számlálták. A számláló három számjegyű volt, azaz 999 beütést tudott rögzíteni, ezért az ezredik hangimpulzusnál a számláló lenullázódott és újrakezdte a mérést. A 66 napos méréssorozat alatt összesen 6600 találatot számláltak, amelyből 2800 egy 70 órás időintervallumban következett be 1959. november 16-18 között (a Leonidák meteorraj idején).
A mérések másik iránya a kozmikus por által előidézett erózió kimutatása volt. Az űrben mindenütt jelenlevő por is képes komoly hatásokat kiváltani egy űreszközön a hatalmas mozgási energiája folytán – ha nem is akkorát, hogy egyből kilyukassza az eszköz külső burkolatát -. A hatást a szonda felszínére erősített króm szalagok és fényérzékeny detektorok segítségével mérték. A króm-detektorok elektromos ellenállása lassan változott, ahogy a felszín változni kezdett az eróziótól. A fényérzékeny kadmium-szulfid cellák szintén ellenállásváltozást produkáltak, ahogy az őket borító átlátszatlan alumíniumgőzölt PET film felszíne kopni kezdett, esetleg kilyukadt.

### Magnetométeres mérések
A műhold a Föld mágneses mezejének mérésére egy proton-precessziós magnetométert vitt magával. A műszer egy üvegszálas fenolgyanta kúp védőborítás alatt, a gömb felszínén kapott helyet. A méréseket a földi irányítás aktiválta a Minitrack-követőállomások segítségével. Adatokhoz a műhold által bejárt, 514–3714 km közötti térségből juthattak a tudósok. A mérések 2 másodperces periódusokban történtek a földi aktiváló parancsot követően, majd egy 2 másodperces rádióadással rögtön le is sugározták az eredményeket. A polarizációs tekercsek között levő hexánt alkalmazó műszer 10 nT érzékenységű volt. A 84 napos hasznos élettartam alatt végig működött és végül 4300 mérést sikerült végezni vele.

### A légkör sűrűségének a szonda mozgására gyakorolt hatásai
Eredetileg erre vonatkozó mérések nem szerepeltek a küldetés terveiben, ám a repülés során felmerült, hogy egyszerűen kivitelezhető lenne. Lévén a műhold teljesen szimmetrikus, a pályájának, sebességének változásait csak külső behatások okozzák, első sorban a felső légkör. A felső légkör sűrűsége pedig a magasságtól, napszaktól (megvilágítottságtól), naptevékenységi ciklustól függ. E két feltevésből kiindulva a szonda optikai, rádió és radaros követésével következtetni lehetett a légkör sűrűségére és a különböző szempontok alapján eloszlási térképeket készítettek belőle a kutatók.

### Magyar oldalak
- Múltkor – Űrkutatás: a bölcsőn túli élet

### Külföldi oldalak
- Vanguard – A History (NASA SP-4202, 1970) online könyv Archiválva 2018. október 7-i dátummal a Wayback Machine-ben